# 비룽가 국립공원
비룽가 국립공원은 콩고 민주 공화국의 동부인 비룽가 산맥, 르웬조리 산맥에 걸쳐 지정되어 있는 국립공원이다. 총 면적은 7800km2이며, 1925년에 설립된 아프리카의 첫 국립공원이다. 얼마 남지 않은 산악고릴라들로 잘 알려져 있지만, 밀렵, 콩고 내전때문에 심각한 타격을 입고있다. 콩고 국립공원 관리단(Institut Congolais pour la Conservation de la Nature,약칭 ICCN)에 의해 관리된다.
국립공원은 하마가 서식하는 에드워드호의 서안을 차지하며, 하마의 개체수는 95%가량 감소했다.) 공원의 다른 지역은 늪지, 초원, 고원, 평지같은 다양한 지형으로 이루어져 있다. 두개의 활화산이 있으며, 화산활동때문에 주변의 토지는 비옥한 편이다.
산악고릴라는 현재 많이 남아있지 않지만, 성공적인 보호노력으로 남은 개체들은 보전되고 있다. 1994년-2004년간의 내란에도 불구하고 개체수가 증가했다. 공원에 서식하는 동물은 둥근귀코끼리, 침팬지, 오카피, 기린, 아프리카들소, 그리고 여러 고유 조류들이 있다. 호요 산인근 지역이 공원으로 편입되었으며, 밤부티 피그미 족의 터전임과 동시에 동굴과 폭포를 포함한다. 내란과 밀렵이 생태계를 위협했는데, 이를 막는 과정에서 1994년부터 120명의 공원관리원이 죽임을 당했다. 현재 반군인 르완다민주해방군이 르완다내전이후 공원내에 터전을 잡고 콩고의 투치 족을 겨냥하기 시작함에 따라 투치 족의 장군인 로렌트 느쿤다는 국민방위 민족협의회를 조직해 대항하기 시작하였다. 여기에 이들을 명목상 제압하기 위해 콩고 민주 공화국군과 UN군이 들어와 있다. 전쟁에 진행됨에 따라 반군들은 자금원으로 공원내의 경목을 이용해 숯을 불법으로 제조해 인근지역에 공급하고 있으며, 이는 비룽가 국립공원에 또다른 위협으로 부상했다.

## 생태계
포유류 200종을 비롯하여 산악 고릴라, 오카피 등 이 지역에서만 찾아볼 수 있는 희귀종이 서식하고 있다.

## 유네스코 세계유산 목록 등재
비룽가 국립공원은 1994년에 유네스코 세계유산 목록에 등재되었다.

## 위기에 처한 세계유산 목록 등재
1994년 르완다 대량학살 및 내전을 피해 몰려든 난민들로 인해 산림과 생태계가 심하게 훼손되자, 유네스코는 비룽가 국립공원을 '위기에 처한 세계유산 목록'에 등재했다.

## 같이 보기
- 브룽가